# Группа Кронштадт
Группа Кронштадт — российская группа компаний, специализирующаяся на разработке и производстве беспилотных аппаратов, картографических и навигационных решений, тренажёров для морской, авиационной и другой техники, корабельного бортового оборудования и другой продукции.

## История
Группа была выделена из состава компании Транзас и перешла под контроль «Системы» в 2015 году за 4,8 млрд рублей. С июля 2021 года АФК «Система» больше не контролирует группу «Кронштадт».
В июне 2021 года АФК сократила свою долю в «Кронштадте» ниже контрольной, а 4 мая 2022 года — полностью вышла из капитала компании.
В 2016 году начались лётные испытания беспилотного летательного аппарата «Орион» с взлётной массой до 1 тонны. Проект вёлся с 2011 года по заказу Минобороны РФ.
В 2019 году на авиасалоне «МАКС» компания представила макет БПЛА «Сириус» с взлётной массой до 5 тонн. Предполагается что в воздух аппарат поднимется к 2022 году.
27 июля 2021 АО «Кронштадт» приобрела 80 % акций НПП «Стрела» (Научно-производственного предприятие, п. Быково, МО), занятого работами в сфере БПЛА вертолётного типа.

## Санкции
После вторжения России на Украину, группа Кронштадт попала под санкции всех стран Евросоюза, США, Великобритании, Австралии, Канады, Украины, Японии, Швейцарии и Новой Зеландии.